# Olivia Jordan
Olivia Jordan Thomas (Tulsa, 28 settembre 1988) è una modella e attrice statunitense.
È stata incoronata Miss USA 2015. Ha anche rappresentato gli Stati Uniti a Miss Universo 2015 dove ha ottenuto il terzo posto. In precedenza Jordan aveva rappresentato gli Stati Uniti a Miss Mondo 2013, dov'era finita tra i primi 20. È stata la prima donna proveniente dall'Oklahoma ad essere incoronata Miss USA.

## Biografia
Nata Olivia Thomas, frequentando la Boston University ebbe piccole parti in film come Colpi da maestro e Ted. Decise di spostarsi in California per entrare a pieno titolo nel mondo del cinema. Potendosi iscrivere alla Screen Actors Guild, scoprì che il suo vero nome era già stato usato, per cui iniziò ad usare come pseudonimo professionale quello con cui è nota, Olivia Jordan.
Nel 2013 partecipò al "Miss California USA 2013", piazzandosi seconda, e vincendo le selezioni statunitensi per partecipare a Miss Mondo 2013. Fu anche seconda a "Top Model".
Il 21 dicembre 2014 Olivia vinse il titolo di Miss Oklahoma 2015 e il 12 luglio 2015 fu eletta Miss USA 2015. La domanda rivoltale dalla giuria come finalista fu quale donna statunitense avrebbe voluto veder effigiata sulla prossima banconota. Rispose Harriet Tubman, che effettivamente fu scelta dal Dipartimento del tesoro degli Stati Uniti d'America per comparire sulla banconota da 20 dollari l'anno successivo.
Dal 2012 ha sostenuto ruoli da comparsa o secondari in alcuni film ed episodi di serie tv. È anche comparsa in produzioni tv come This is LA nel suo ruolo di miss e modella.

### Opinioni politiche
In occasione delle elezioni presidenziali negli Stati Uniti d'America del 2016 ha pubblicamente criticato Donald Trump ed espresso il suo sostegno a Hillary Clinton. Nel 2019, in seguito alla promulgazione di leggi statali che hanno reso illegale l'aborto in Alabama e lo hanno limitato fortemente in Georgia, ha dichiarato pubblicamente su Instagram di essere stata molestata e violentata nell'adolescenza e di essere a favore dell'aborto e del controllo delle nascite, pur comprendendo le ragioni degli antiabortisti in quanto educata in una scuola cattolica.

## Vita privata
In novembre 2019 si è sposata con l'attore britannico Jay Hector, conosciuto nell'agosto 2018.